# 韋塞洛伊萬尼夫斯凱
47°27′16″N 36°37′48″E / 47.45444°N 36.63000°E
韋塞洛伊萬尼夫斯凱（烏克蘭語：Веселоіванівське）是位於烏克蘭東南部的村莊，由扎波羅熱州波洛希區的卡姆揚卡市鎮負責管轄。該村處於卡姆揚卡河畔，面積0.06平方公里，海拔高度145米，2001年人口21。